# Bay megye (Michigan)
Bay megye az Amerikai Egyesült Államokban, azon belül Michigan államban található. Megyeszékhelye Bay City, legnagyobb városa Bay City. Lakosainak száma 103 856 fő (2020. április 1.). Bay megye Arenac, Saginaw, Tuscola, Gladwin és Midland megyékkel határos.

## Népesség
A megye népességének változása:
| Lakosok száma | 107 697 | 107 229 | 106 890 | 106 832 | 105 659 | 103 856 |
|               | 2010    | 2011    | 2012    | 2013    | 2015    | 2020    |